# Marcellinus en Petrus
Marcellinus en Petrus (beiden overleden in Rome in 304) zijn twee in de Rooms-Katholieke Kerk vereerde heiligen, die tijdens de vervolging van keizer Diocletianus als martelaar stierven. De officiële feestdag van de heiligen is op 2 juni.

## Levensbeschrijving
Er zijn slechts zeer weinig feiten over deze heiligen bekend, behalve dat Marcellinus priester zou zijn geweest en zijn leerling Petrus exorcist. Gezamenlijk zouden ze op 2 juni 304 in een bos bij Rome zijn onthoofd door de magistratus Severus (of Serenus), waarna ze ter plekke werden begraven. Dit alles gebeurde in het geheim om te voorkomen dat hun graf een bedevaartsplek zou worden. Paus Damasus I (die iets later leefde) was de eerste die verslag deed over deze gebeurtenis.

## Verering
Volgens de overlevering werd de plaats waar de twee martelaren waren begraven in een hemels visioen onthuld aan twee vrouwen, Lucilla en Firmina, waarna de lichamen werden herbegraven in een catacombe aan de Via Labicana te Rome, vlak bij het graf van de heilige Tiburtius. Al in de 4e eeuw stonden deze catacomben bekend als de Catacombe van Marcellinus en Petrus en was dit een trekpleister voor pelgrims. In de nabijheid van het graf verrees een basiliek, de Santi Marcellino e Pietro, volgens niet geheel betrouwbare bronnen gebouwd door Constantijn de Grote. Beide heiligen worden genoemd in het Martyrologium Hieronymianum uit de late 6e eeuw. Hun namen komen eveneens voor in de 9e-eeuwse Ambrosiaanse ritus, een teken dat ze door de Kerk officieel als heiligen werden erkend.
In de 9e eeuw werden de relieken van de heiligen in opdracht van Einhard, de biograaf van Karel de Grote, uit de catacomben gestolen en meegenomen naar Michelstadt, waar uit allerlei tekenen viel af te leiden dat de relieken zich daar niet thuis voelden. Ze werden vervolgens overgebracht naar Seligenstadt, waar Einhard een klooster voor de relieken van de heilige martelaren liet bouwen. Volgens een andere versie van het verhaal werden de relieken door paus Gregorius IV aan Einhard geschonken en kwamen ze via Straatsburg en Michelstadt in Seligenstadt terecht. De officiële naam van de kloosterkerk in laatstgenoemde plaats is Basiliek van Sint-Marcellinus en Petrus (ook wel Einhardbasilica genoemd), waarvan nog delen uit de 9e eeuw stammen.
Einhard zou ook een deel van de relieken aan de Sint-Servaaskerk in Maastricht hebben geschonken, samen met de zogenaamde Einhardsboog en de later zo genoemde Sleutel van Sint-Servaas. De overblijfselen van de heiligen werden geborgen in een altaar in de crypte van de kerk, waar ze in 1625 werden teruggevonden. Uit een inventarislijst van 1677 blijkt dat ze toen in een ivoren kistje werden bewaard, mogelijk betreft dit het Siculo-Arabisch kistje, dat zich nog steeds in de schatkamer van de Sint-Servaasbasiliek bevindt. Een gedeelte van de relieken worden thans bewaard in een 19e-eeuwse reliekhouder in de schatkamer. Marcellinus en Petrus worden om deze reden bijzonder vereerd in het bisdom Roermond.
In Oud-Geleen is de parochiekerk en de in 1639 opgerichte schutterij naar hen vernoemd. De stichting Marcellinus & Petrus Evenementen Geleen organiseert sinds 2007 jaarlijks de MP Feesten (Marcellinus & Petrus Feesten), aanvankelijk op de Markt van Geleen en sinds 2024 bij Plinthos in de buurtschap Daniken.
Volgens sommige bronnen zou Godfried van Bouillon in de 11e eeuw relieken aan het Sint-Michielsklooster in Antwerpen hebben geschonken en er een kapel gewijd aan Marcellinus en Petrus hebben gesticht. De kathedraal van Cremona claimt eveneens de stoffelijke overblijfselen van de twee martelaren te bezitten. Deze bevinden zich in een urnvormige sarcofaag van de Lombardische beeldhouwer Benedetto Briosco (ca. 1510) in de crypte van de kerk.

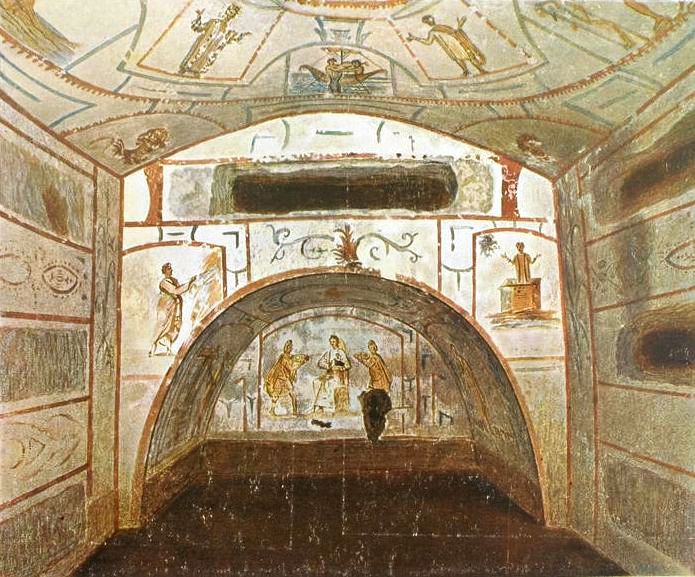
Marcellinus en Petruscatacomben, Rome
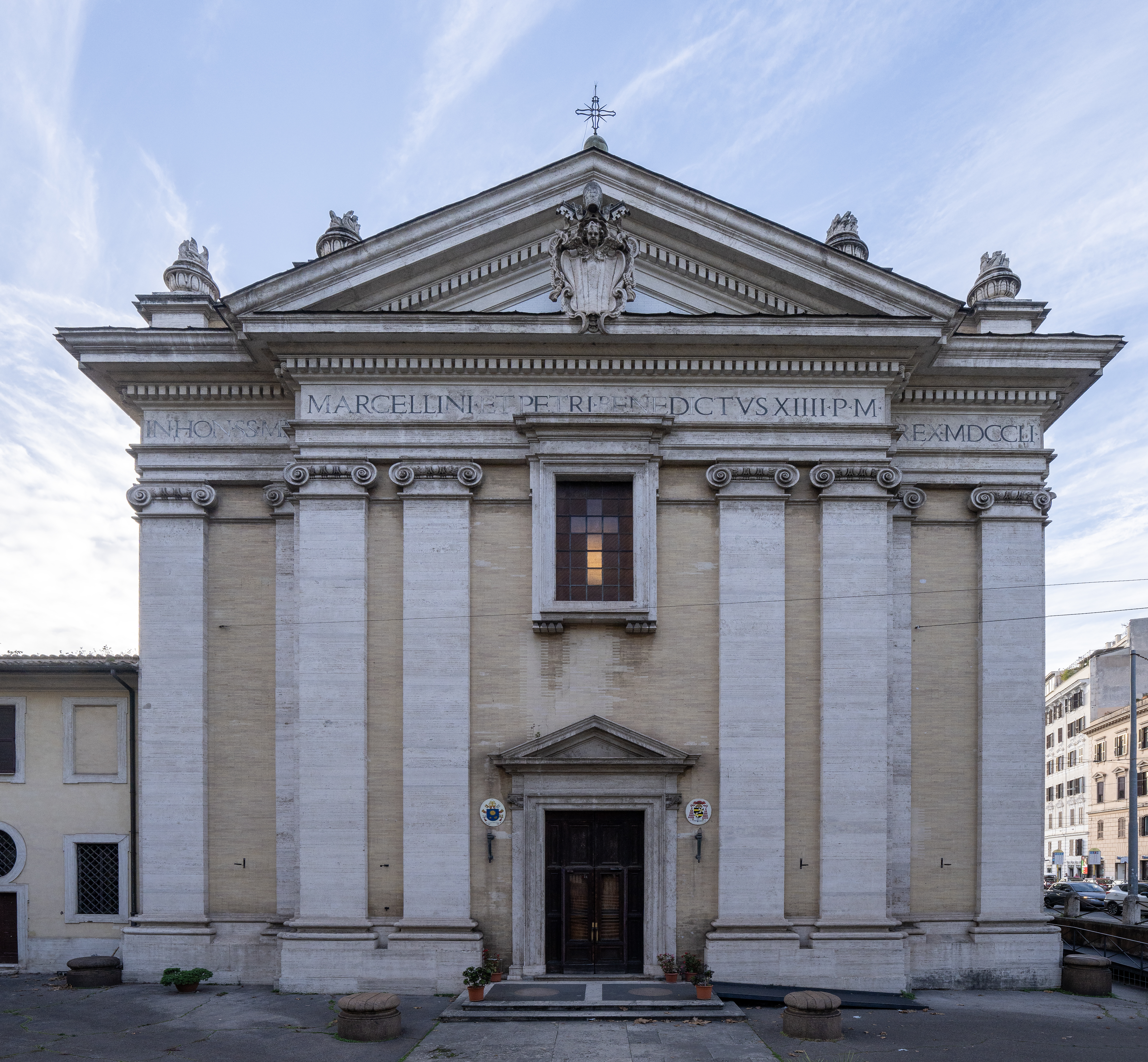
Basiliek van Marcellinus en Petrus, Rome
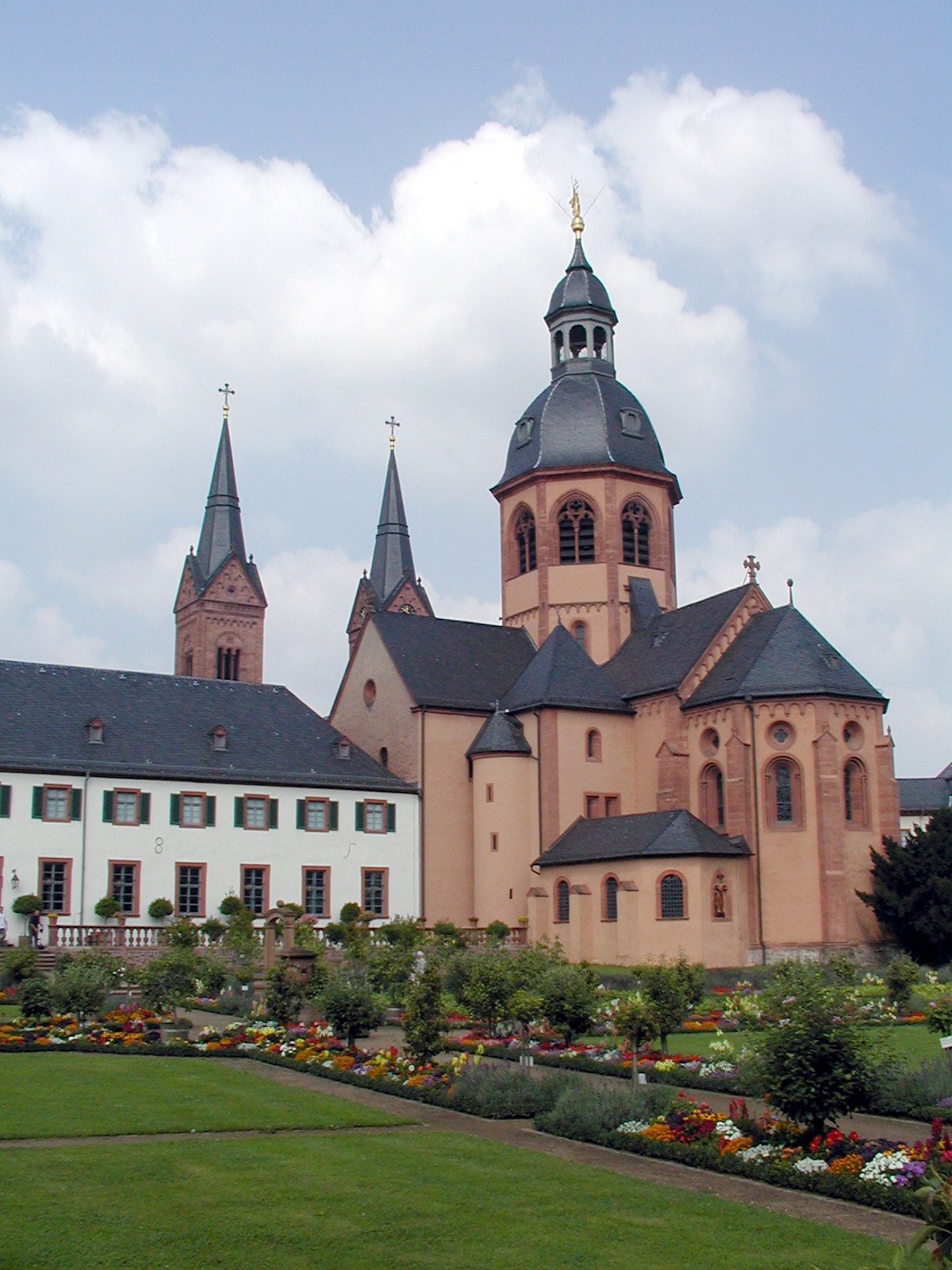
Einhardbasilica, Seligenstadt
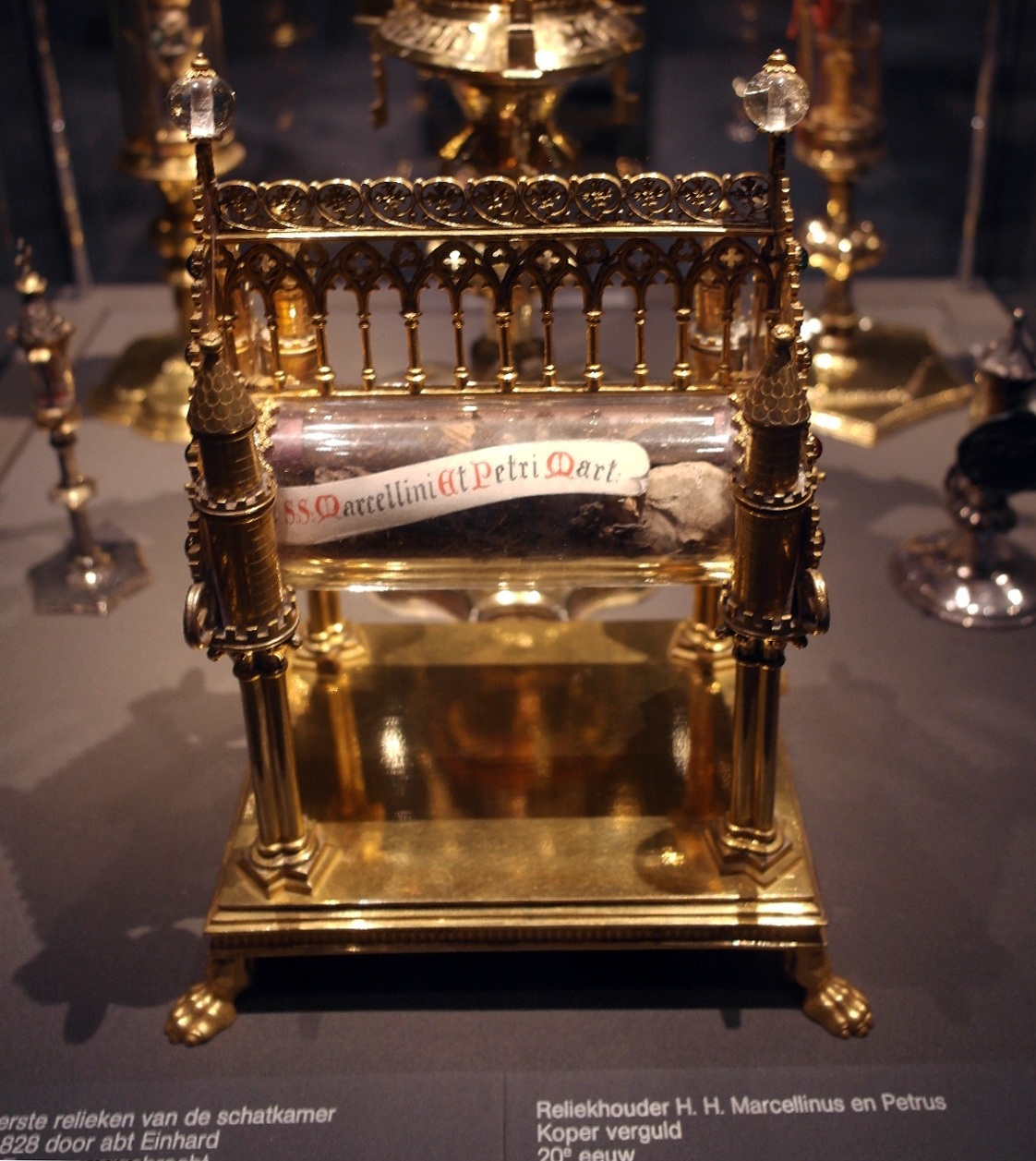
Relieken van Marcellinus en Petrus, Maastricht